# Interim Committee
Das Interim Committee war ein im Mai 1945 von US-Kriegsminister Henry L. Stimson gegründeter geheimer Expertenausschuss, der die Aufgabe hatte, den damaligen US-Präsidenten Harry S. Truman in allen Fragen der Kernenergie zu beraten. Das Interim Committee bestand aus vielen bedeutenden Personen aus den Bereichen: Politik, Wissenschaft und Industrie. Die erste große Aufgabe dieser Organisation war der Abwurf der Atombomben über Japan. Später lag der Hauptaugenmerk auf der Gesetzgebung zur Kontrolle und Regulierung der Kernenergie. Im Jahre 1946 wurde der so genannte „provisorische Ausschuss“ durch die United States Atomic Energy Commission ersetzt.

## Zusammensetzung des Interim Committee
Den Vorsitz im Interim Committee führte Henry L. Stimson selbst. Die anderen sieben Mitglieder waren der Senator von South Carolina James F. Byrnes, der Untersekretär der Marine Ralph A. Bard, der stellvertretender Staatssekretär für Wirtschaftsfragen William L. Clayton, der Direktor des Office of Scientific Research and Development (OSRD) und Präsident der Carnegie Institution Vannevar Bush, der Präsident des Massachusetts Institute of Technology und OSRD-Mitglied Karl T. Compton, der Präsident der Harvard University und OSRD-Mitglied James B. Conant und der Sonderassistent Stimsons für Fragen der Atombombe und Präsident der New York Life Insurance Company George L. Harrison.